# Birgitta von Wowern
Irma Anette Birgitta Malmkvist, född von Wowern den 22 november 1917 i Våxtorps församling, Hallands län, död 26 december 1994 i Eksjö församling, Jönköpings län, var en svensk friidrottare (stående längdhopp). Hon tävlade för Eksjö GIK.
Vid damernas SM-tävlingar i Eskilstuna slog hon nytt världsrekord i stående längdhopp med 2,72 meter 1946.